# Ulster Canal
Ulster Canal är en kanal i Irland, delvis på gränsen till Storbritannien. I regionen finns jordbruksmark.